# Matt Servitto
Matt Servitto est un acteur américain né le 7 avril 1965 à Teaneck au New Jersey.

## Filmographie

### Cinéma
- 1992 : Mad Dog Coll : Lucky Luciano
- 1992 : Hit the Dutchman : Bo Weinberg
- 1998 : The Versace Murder : David Madson
- 1998 : Couvre-feu : le premier journaliste
- 1999 : Saturn : Dr Wyre
- 1999 : Un amour de docteur : un client
- 2000 : Two Family House : Chipmunk
- 2002 : Garment : Louie Purdaro
- 2002 : Crime and Punishment : Razumikhin, l'ami de Rodion
- 2003 : The Killing Zone
- 2003 : Nola : le beau-père de Nola
- 2003 : Rhinoceros Eyes : Bundy
- 2004 : Melinda et Melinda : Jack Oliver
- 2005 : Hitch, expert en séduction : Eddie
- 2006 : The Big Bad Swim : Principal Miwaski
- 2006 : Mentor : Howard
- 2006 : Fur : le client incroyable
- 2006 : Beautiful Ohio : M. Cubano
- 2007 : Le Goût de la vie : le médecin
- 2007 : Apparence trompeuse (Spinning into Butter) de Mark Brokaw (en) : Mike Olsen
- 2007 : Il était une fois : Arty
- 2007 : I Do and I Don't : Dick Stelmack
- 2009 : Big Fan : Détective Velardi
- 2009 : Confessions d'une accro du shopping : le chef de rang
- 2009 : Welcome to Academia : Weldman
- 2010 : Trop loin pour toi : Hugh
- 2012 : Compliance : le fournisseur
- 2012 : Price Check : Jim Brady
- 2012 : Hannah Has a Ho-Phase : Bob
- 2013 : N.Y.C. Underground : Ernie Parker
- 2014 : Foreclosure : Officier Wright
- 2017 : La Nuit des clowns tueurs : Willy
- 2018 : Vox Lux : le père de Céleste
- 2019 : Zeroes : le SS
- 2020 : A Comedy of Horrors, Volume 1 : Cooper
- 2021 : A Town Called Purgatory : Frank Sparks
- 2025 : The Alto Knights de Barry Levinson : George Wolf

### Télévision
- 1988-1990 : La Force du destin : Trask Bodine (14 épisodes)
- 1993 : As the World Turns : Cesare (1 épisode)
- 1995 : On ne vit qu'une fois : Lieutenant Nick Manzo (2 épisodes)
- 1996 : New York Undercover : Raymond Nunez (1 épisode)
- 1999 : New York 911 : Frank Bartlett (1 épisode)
- 1999 : New York, police judiciaire : Jordan Grimaldi (saison 10, épisode 8)
- 1999-2007 : Les Soprano : l'agent Dwight Harris (24 épisodes)
- 2001 : Ed : Donnie (1 épisode)
- 2001 : New York, unité spéciale : Dr. Brad Stanton (saison 2, épisode 19)
- 2001 : New York, section criminelle : Derek Freed (saison 1, épisode 8)
- 2002 : Sex and the City : Gabe (1 épisode)
- 2002 : New York, unité spéciale : Doug (saison 4, épisode 4)
- 2002 : New York Police Blues : Charlie Mullin (1 épisode)
- 2002-2003 : Le Justicier de l'ombre : Marty Galvin (2 épisodes)
- 2003 : New York, unité spéciale : Fred Hopkins (saison 4, épisode 23)
- 2005 : New York, section criminelle : Jim Radcliff (saison 4, épisode 14)
- 2006 : Conviction : Gelman (saison 1, épisode 1)
- 2006-2008 : Brotherhood : représentant Donatello (15 épisodes)
- 2007 : Wifey : Milo
- 2009 : The Unusuals : Dr Andre Zamacona (1 épisode)
- 2009 : New York, police judiciaire : avocat Horvath (saison 19, épisode 16)
- 2009 : The Good Wife : Walt Gifford (1 épisode)
- 2010 : Past Life : Lou Cates (1 épisode)
- 2010 : New York, police judiciaire : avocat Horvath (saison 20, épisode 17)
- 2010 : Mercy : Frank Sloan (2 épisodes)
- 2010 :  Running Wilde : Rich Doyle (1 épisode)
- 2011 : Royal Pains : l'avocat d'Eddie (1 épisode)
- 2011 : Blue Bloods : Soren (1 épisode)
- 2011 : Suits : Avocats sur mesure : l'avocat de M. Hunt (1 épisode)
- 2011 : Person of Interest : Samuel Douglas (1 épisode)
- 2011 : Suspect numéro 1 : New York (Prime Suspect) : Dr Philbin (1 épisode)
- 2011-2012 : La Loi selon Harry : Juge Lucas Kirkland (7 épisodes)
- 2012 : Grey's Anatomy : Ray Jones (1 épisode)
- 2012 : Body of Proof : M. Whirley (1 épisode)
- 2012 : Unforgettable : Dan Marston (1 épisode)
- 2013 : Mentalist : Warren Dodge (1 épisode)
- 2013 : Alpha House : Dan Cipriania-Maloney (1 épisode)
- 2013-2016 : Banshee Origins : Brock Lotus (3 épisodes)
- 2013-2016 : Banshee : Brock Lotus (38 épisodes)
- 2013-2019 : Your Pretty Face Is Going to Hell : Satan (42 épisodes)
- 2016 : Blacklist : Dr Sebastian Reifer (3 épisodes)
- 2017 : Making History : Paul Revere
- 2017-2018 : NCIS : Nouvelle-Orléans : Capitaine Estes (6 épisodes)
- 2017-2020 : Billions : Bob Sweeney (6 épisodes)
- 2018 : Homeland : Agent Maslin (3 épisodes)
- 2018 : Bull : Marshall Hitchcock (1 épisode)
- 2019 : Prodigal Son : Père Léo (1 épisode)

### Jeu vidéo
- 2002 : Mafia: The City of Lost Heaven : Sam
- 2011 : Star Wars: The Old Republic : Dr Lorrick, Capitaine Sero et Capitaine Xuss